# Polyandrocarpa
Polyandrocarpa is een geslacht van zakpijpen (Ascidiacea) uit de familie Styelidae en de orde Stolidobranchia.

## Soorten
- Polyandrocarpa abjornseni (Michaelsen, 1927)
- Polyandrocarpa anguinea (Sluiter, 1898)
- Polyandrocarpa arianae Monniot F., 2016
- Polyandrocarpa aurorae Monniot F., 2018
- Polyandrocarpa australiensis Kott, 1952
- Polyandrocarpa chendurensis Renganathan & Krishnaswamy, 1985
- Polyandrocarpa colemani Kott, 1992
- Polyandrocarpa colligata Sluiter, 1913
- Polyandrocarpa durbanensis Millar, 1955
- Polyandrocarpa glandulosa Monniot C., 1987
- Polyandrocarpa gravei Van Name, 1931
- Polyandrocarpa griffithsi Monniot C., Monniot F., Griffiths & Schleyer, 2001
- Polyandrocarpa lapidosa (Herdman, 1891)
- Polyandrocarpa misakiensis Watanabe & Tokioka, 1972
- Polyandrocarpa oligocarpa Millar, 1970

- Polyandrocarpa ordinata Monniot C., 1983
- Polyandrocarpa pilella (Herdman, 1881)
- Polyandrocarpa placenta (Herdman, 1886)
- Polyandrocarpa polypora Monniot F. & Monniot C., 2001
- Polyandrocarpa robusta Sluiter, 1919
- Polyandrocarpa rollandi Tokioka, 1961
- Polyandrocarpa sabanillae Van Name, 1921
- Polyandrocarpa sagamiensis Tokioka, 1953
- Polyandrocarpa shimodensis Brunetti, 2007
- Polyandrocarpa simulans Kott, 1972
- Polyandrocarpa sparsa Kott, 1985
- Polyandrocarpa triggiensis Kott, 1952
- Polyandrocarpa watsonia Kott, 1985
- Polyandrocarpa zorritensis (Van Name, 1931)

Niet geaccepteerde soorten:
- Polyandrocarpa floridana Van Name, 1921 → Eusynstyela floridana (Van Name, 1921)
- Polyandrocarpa inhacae Millar, 1956 → Stolonica inhacae (Millar, 1956)
- Polyandrocarpa latericius (Sluiter, 1904) → Eusynstyela latericius (Sluiter, 1904)
- Polyandrocarpa latericuis (Sluiter, 1904) → Eusynstyela latericius (Sluiter, 1904)
- Polyandrocarpa maxima (Sluiter, 1904) → Polyandrocarpa anguinea (Sluiter, 1898)
- Polyandrocarpa monotestis Tokioka, 1953 → Eusynstyela monotestis (Tokioka, 1953)
- Polyandrocarpa nigricans (Heller, 1878) → Polycarpa nigricans Heller, 1878
- Polyandrocarpa nivosa Sluiter, 1898 → Polyandrocarpa anguinea (Sluiter, 1898)
- Polyandrocarpa stolonifera Kawamura & Watanabe, 1981 → Monandrocarpa stolonifera Monniot C., 1970
- Polyandrocarpa tarona Monniot C. & Monniot F., 1987 → Monandrocarpa tarona (Monniot C. & Monniot F., 1987)
- Polyandrocarpa tenera (Lacaze-Duthiers & Delage, 1892) → Polycarpa tenera Lacaze-Duthiers & Delage, 1892
- Polyandrocarpa tincta (Van Name, 1902) → Eusynstyela tincta (Van Name, 1902)
- Polyandrocarpa transversalis Tokioka, 1963 → Tibitin transversalis (Tokioka, 1963)
- Polyandrocarpa violacea Sluiter, 1905 → Eusynstyela hartmeyeri Michaelsen, 1904